# 肯·阿姆斯特朗
肯·阿姆斯特朗（英語：Ken Armstrong，1924年6月3日—1984年6月13日），英格兰、新西兰前男子足球运动员。他曾代表英格兰代表队参加1954年国际足联世界杯，结果队伍止步八强。
阿姆斯特朗于1984年去世，他的骨灰被撒在斯坦福桥。